# NHK 사이타마 방송국

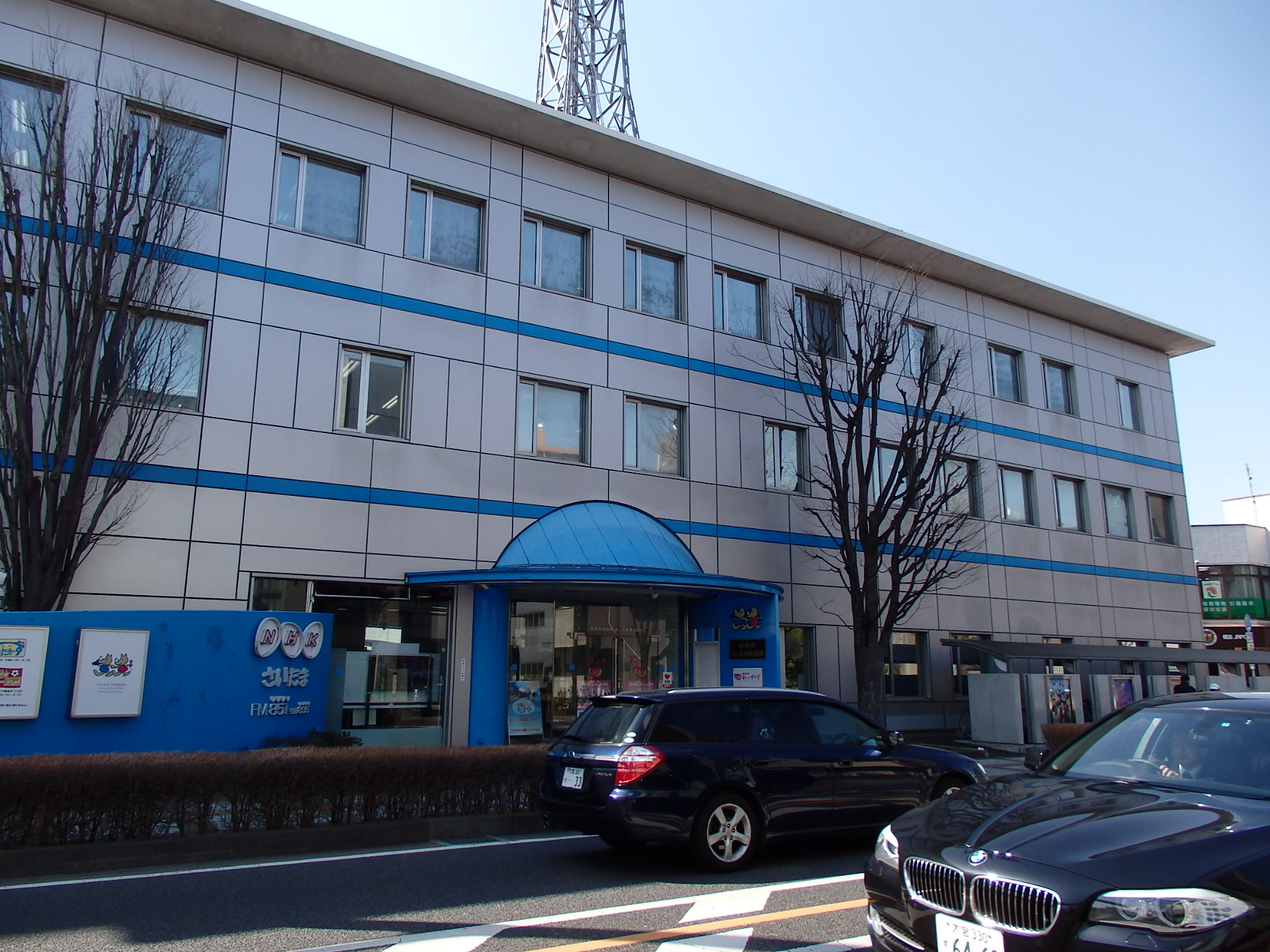
NHK 사이타마 방송국

NHK 사이타마 방송국은 사이타마현을 방송구역으로 하는 NHK의 지역방송국이며 FM라디오 방송을 담당하고 있다.
중파라디오·텔레비전 방송은 도쿄에서 담당한다.

## 연혁
- 1944년 2월 1일 우라와 출장소 개설
- 1948년 5월 1일 우라와 출장소를 우라와 지국으로 개칭
- 1951년 7월 1일 우라와 지국을 우라와 방송국으로 개칭
- 1971년 3월 26일 FM방송 개시(호출부호:JOLP-FM)
- 2001년 4월 1일 사이타마시 설립에 따라 우라와 방송국을 사이타마 방송국으로 개칭

## 주파수
- FM방송(콜사인:JOLP-FM)
  - 사이타마 방송국 85.1MHz(출력:5kw)
  - 지치부 중계국 83.5 MHz(출력50w)

## 사이타마현에 있는 다른 텔레비전·라디오 방송국
- TV 사이타마(TVS)(テレ玉)(독립 텔레비전 방송국)
- FM넥파이브(독립 라디오 방송국)